# Vela ai Giochi della XV Olimpiade - Dragone
La competizione della classe Dragone  di vela ai Giochi della XV Olimpiade si è svolta nei giorni dal 20 al 28 luglio 1952 a Liuskasaari, presso Helsinki.

## Partecipanti
| Nazione          | Barca      | Equipaggio                                                     |
| ---------------- | ---------- | -------------------------------------------------------------- |
| Argentina        | Pampero    | Horacio Campi, Jorge Alberto del Río, Roberto Sieburger        |
| Australia        | Vinha      | Jock Sturrock, Bevan Worcester, Doug Buxton                    |
| Belgio           | Girl Pat   | André Deryckére, Auguste Galeyn, Jean De Meulemeester          |
| Brasile          | Escapade   | Francisco Osoldi, Peter Mangels, Wolfgang Richter              |
| Canada           | Jet        | Archibald Howie, Donald Hains, John Robertson                  |
| Danimarca        | Snude      | Aage Birch, Ole Berntsen, William Berntsen                     |
| Finlandia        | Tu-Fri     | Bror Johansson, Eric Fabricius, Leo Nagornoff                  |
| Francia          | Virginie   | Guy le Mouroux, Jean Frain de la Gaulayrie, Marcel de Kerviler |
| Germania         | Gustel X   | Erich Natusch, Georg Nowka, Theodor Thomsen                    |
| Gran Bretagna    | Sabre      | Edward Dyson, John Barrington-Ward, Thomas Somers              |
| Italia           | Galatea II | Antonio Carattino, Carlo Spirito, Giuseppe Carattino           |
| Norvegia         | Pan        | Håkon Barfod, Sigve Lie, Thor Thorvaldsen                      |
| Paesi Bassi      | Thalatta   | Biem Dudok van Heel, Michiel Dudok van Heel, Wim van Duyl      |
| Portogallo       | Alcaid     | Alberto Graça, Carlos Lourenço, João Miguel Tito               |
| Stati Uniti      | Skidoo     | Joyce Horton, Bill Horton Sr., William Horton Jr.              |
| Svezia           | Tornado    | Erland Almkvist, Per Gedda, Sidney Boldt-Christmas             |
| Unione Sovietica | Koršun     | Andrej Mazovka, Ivan Matveev, Jurij Golubev                    |

## Risultati
| Regata 1 20 luglio | Regata 1 20 luglio | Regata 1 20 luglio | Regata 1 20 luglio | Regata 2 21 luglio | Regata 2 21 luglio | Regata 2 21 luglio | Regata 2 21 luglio | Regata 3 22 luglio | Regata 3 22 luglio | Regata 3 22 luglio | Regata 3 22 luglio |
| Pos.               | Nazione            | Tempo              | Punti              | Pos.               | Nazione            | Tempo              | Punti              | Pos.               | Nazione            | Tempo              | Punti              |
| ------------------ | ------------------ | ------------------ | ------------------ | ------------------ | ------------------ | ------------------ | ------------------ | ------------------ | ------------------ | ------------------ | ------------------ |
| 1                  | Paesi Bassi        | 2-49:25            | 1331               | 1                  | Norvegia           | 3-29:50            | 1331               | 1                  | Danimarca          | 2-37:43            | 1331               |
| 2                  | Norvegia           | 2-49:33            | 1031               | 2                  | Argentina          | 3-32:15            | 1031               | 2                  | Argentina          | 2-40:23            | 1031               |
| 3                  | Danimarca          | 2-49:51            | 854                | 3                  | Svezia             | 3-33:24            | 854                | 3                  | Svezia             | 2-41:08            | 854                |
| 4                  | Germania           | 2-49:52            | 729                | 4                  | Brasile            | 3-34:35            | 729                | 4                  | Canada             | 2-43:15            | 729                |
| 5                  | Svezia             | 2-50:19            | 632                | 5                  | Italia             | 3-35:11            | 632                | 5                  | Australia          | 2-44:22            | 632                |
| 6                  | Portogallo         | 2-51:36            | 553                | 6                  | Stati Uniti        | 3-35:13            | 553                | 6                  | Germania           | 2-44:40            | 553                |
| 7                  | Argentina          | 2-51:51            | 486                | 7                  | Danimarca          | 3-35:36            | 486                | 7                  | Unione Sovietica   | 2-44:48            | 486                |
| 8                  | Canada             | 2-52:10            | 428                | 8                  | Germania           | 3-35:49            | 428                | 8                  | Gran Bretagna      | 2-45:04            | 428                |
| 9                  | Italia             | 2-53:57            | 377                | 9                  | Paesi Bassi        | 3-37:57            | 377                | 9                  | Norvegia           | 2-45:54            | 377                |
| 10                 | Australia          | 2-54:04            | 331                | 10                 | Finlandia          | 3-39:02            | 331                | 10                 | Stati Uniti        | 2-46:31            | 331                |
| 11                 | Francia            | 2-54:44            | 290                | 11                 | Portogallo         | 3-40:23            | 290                | 11                 | Brasile            | 2-47:08            | 290                |
| 12                 | Brasile            | 2-54:52            | 252                | 12                 | Canada             | 3-40:38            | 252                | 12                 | Portogallo         | 2-47:20            | 252                |
| 13                 | Finlandia          | 2-55:10            | 217                | 13                 | Belgio             | 3-41:02            | 217                | 13                 | Belgio             | 2-48:21            | 217                |
| 14                 | Belgio             | 2-55:26            | 185                | 14                 | Australia          | 3-41:41            | 185                | 14                 | Italia             | 2-49:38            | 185                |
| 15                 | Gran Bretagna      | 2-55:57            | 155                | 15                 | Unione Sovietica   | 3-41:45            | 155                | 15                 | Finlandia          | 2-50:06            | 155                |
| 16                 | Unione Sovietica   | 2-56:11            | 127                | 16                 | Francia            | 3-43:23            | 127                | -                  | Francia            | Rit.               | 0                  |
| 17                 | Stati Uniti        | 2-56:18            | 101                | 17                 | Gran Bretagna      | 3-43:55            | 101                | -                  | Paesi Bassi        | Rit.               | 0                  |

| Regata 4 23 luglio | Regata 4 23 luglio | Regata 4 23 luglio | Regata 4 23 luglio | Regata 5 26 luglio | Regata 5 26 luglio | Regata 5 26 luglio | Regata 5 26 luglio | Regata 6 27 luglio | Regata 6 27 luglio | Regata 6 27 luglio | Regata 6 27 luglio | Regata 7 28 luglio | Regata 7 28 luglio | Regata 7 28 luglio | Regata 7 28 luglio |
| Pos.               | Nazione            | Tempo              | Punti              | Pos.               | Nazione            | Tempo              | Punti              | Pos.               | Nazione            | Tempo              | Punti              | Pos.               | Nazione            | Tempo              | Punti              |
| ------------------ | ------------------ | ------------------ | ------------------ | ------------------ | ------------------ | ------------------ | ------------------ | ------------------ | ------------------ | ------------------ | ------------------ | ------------------ | ------------------ | ------------------ | ------------------ |
| 1                  | Norvegia           | 3-11:12            | 1331               | 1                  | Germania           | 3-01:41            | 1331               | 1                  | Svezia             | 2-59:06            | 1331               | 1                  | Norvegia           | 3-41:27            | 1331               |
| 2                  | Svezia             | 3-11:22            | 1031               | 2                  | Argentina          | 3-02:27            | 1031               | 2                  | Argentina          | 2-59:17            | 1031               | 2                  | Germania           | 3-49:20            | 1031               |
| 3                  | Germania           | 3-11:38            | 854                | 3                  | Portogallo         | 3-02:28            | 854                | 3                  | Germania           | 2-59:52            | 854                | 3                  | Svezia             | 3-50:55            | 854                |
| 4                  | Argentina          | 3-12:00            | 729                | 4                  | Danimarca          | 3-02:55            | 729                | 4                  | Brasile            | 3-00:48            | 729                | 4                  | Paesi Bassi        | 3-56:40            | 729                |
| 5                  | Danimarca          | 3-12:45            | 632                | 5                  | Svezia             | 3-03:06            | 632                | 5                  | Paesi Bassi        | 3-01:25            | 632                | 5                  | Italia             | 3-57:08            | 632                |
| 6                  | Brasile            | 3-13:12            | 553                | 6                  | Norvegia           | 3-03:35            | 553                | 6                  | Norvegia           | 3-01:35            | 553                | 6                  | Finlandia          | 3-57:38            | 553                |
| 7                  | Paesi Bassi        | 3-16:00            | 486                | 7                  | Paesi Bassi        | 3-03:40            | 486                | 7                  | Stati Uniti        | 3-01:44            | 486                | 7                  | Argentina          | 3-58:42            | 486                |
| 8                  | Italia             | 3-17:52            | 428                | 8                  | Unione Sovietica   | 3-04:00            | 428                | 8                  | Danimarca          | 3-02:30            | 428                | 8                  | Stati Uniti        | 3-58:58            | 428                |
| 9                  | Portogallo         | 3-18:11            | 377                | 9                  | Gran Bretagna      | 3-05:18            | 377                | 9                  | Gran Bretagna      | 3-03:12            | 377                | 9                  | Portogallo         | 3-59:38            | 377                |
| 10                 | Australia          | 3-18:16            | 331                | 10                 | Brasile            | 3-05:33            | 331                | 10                 | Portogallo         | 3-03:36            | 331                | 10                 | Gran Bretagna      | 4-00:01            | 331                |
| 11                 | Canada             | 3-18:30            | 290                | 11                 | Finlandia          | 3-06:26            | 290                | 11                 | Finlandia          | 3-05:34            | 290                | 11                 | Unione Sovietica   | 4-00:24            | 290                |
| 12                 | Francia            | 3-19:40            | 252                | 12                 | Australia          | 3-06:46            | 252                | 12                 | Canada             | 3-06:57            | 252                | 12                 | Canada             | 4-00:34            | 252                |
| 13                 | Gran Bretagna      | 3-19:42            | 217                | 13                 | Stati Uniti        | 3-06:53            | 217                | 13                 | Unione Sovietica   | 3-07:03            | 217                | 13                 | Belgio             | 4-01:23            | 217                |
| 14                 | Finlandia          | 3-19:56            | 185                | 14                 | Italia             | 3-07:21            | 185                | 14                 | Australia          | 3-07:46            | 185                | 14                 | Australia          | 4-02:00            | 185                |
| 15                 | Stati Uniti        | 3-22:28            | 155                | 15                 | Canada             | 3-07:51            | 155                | 15                 | Francia            | 3-07:54            | 155                | 15                 | Brasile            | 4-02:34            | 155                |
| 16                 | Belgio             | 3-23:38            | 127                | 16                 | Francia            | 3-09:19            | 127                | 16                 | Italia             | 3-08:29            | 127                | 16                 | Francia            | 4-02:54            | 127                |
| 17                 | Unione Sovietica   | 3-33:32            | 101                | 17                 | Belgio             | 3-09:29            | 101                | 17                 | Belgio             | 3-09:00            | 101                | 17                 | Danimarca          | 4-03:59            | 101                |

## Classifica finale
| Pos.    | Nazione          | Equipaggio                                                     | Punti Totali | Punti ottenuti nelle regate | Punti ottenuti nelle regate | Punti ottenuti nelle regate | Punti ottenuti nelle regate | Punti ottenuti nelle regate | Punti ottenuti nelle regate | Punti ottenuti nelle regate |
| Pos.    | Nazione          | Equipaggio                                                     | Punti Totali | 1                           | 2                           | 3                           | 4                           | 5                           | 6                           | 7                           |
| ------- | ---------------- | -------------------------------------------------------------- | ------------ | --------------------------- | --------------------------- | --------------------------- | --------------------------- | --------------------------- | --------------------------- | --------------------------- |
| Oro     | Norvegia         | Håkon Barfod, Sigve Lie, Thor Thorvaldsen                      | 6130         | 1031                        | 1331                        | (377)                       | 1331                        | 553                         | 553                         | 1331                        |
| Argento | Svezia           | Erland Almkvist, Per Gedda, Sidney Boldt-Christmas             | 5556         | (632)                       | 854                         | 854                         | 1031                        | 632                         | 1331                        | 854                         |
| Bronzo  | Germania         | Erich Natusch, Georg Nowka, Theodor Thomsen                    | 5352         | 729                         | (428)                       | 553                         | 854                         | 1331                        | 854                         | 1031                        |
| 4       | Argentina        | Horacio Campi, Jorge Alberto del Río, Roberto Sieburger        | 5339         | (486)                       | 1031                        | 1031                        | 729                         | 1031                        | 1031                        | 486                         |
| 5       | Danimarca        | Aage Birch, Ole Berntsen, William Berntsen                     | 4460         | 854                         | 486                         | 1331                        | 632                         | 729                         | 428                         | (101)                       |
| 6       | Paesi Bassi      | Biem Dudok van Heel, Michiel Dudok van Heel, Wim van Duyl      | 4041         | 1331                        | 377                         | (0)                         | 486                         | 486                         | 632                         | 729                         |
| 7       | Brasile          | Francisco Osoldi, Peter Mangels, Wolfgang Richter              | 2884         | 252                         | 729                         | 290                         | 553                         | 331                         | 729                         | (155)                       |
| 8       | Portogallo       | Alberto Graça, Carlos Lourenço, João Miguel Tito               | 2782         | 553                         | 290                         | (252)                       | 377                         | 854                         | 331                         | 377                         |
| 9       | Italia           | Antonio Carattino, Carlo Spirito, Giuseppe Carattino           | 2439         | 377                         | 632                         | 185                         | 428                         | 185                         | (127)                       | 632                         |
| 10      | Canada           | Archibald Howie, Donald Hains, John Robertson                  | 2203         | 428                         | 252                         | 729                         | 290                         | (155)                       | 252                         | 252                         |
| 11      | Stati Uniti      | Joyce Horton, Bill Horton Sr., William Horton Jr.              | 2170         | (101)                       | 553                         | 331                         | 155                         | 217                         | 486                         | 428                         |
| 12      | Australia        | Jock Sturrock, Bevan Worcester, Doug Buxton                    | 1916         | 331                         | (185)                       | 632                         | 331                         | 252                         | 185                         | 185                         |
| 13      | Gran Bretagna    | Edward Dyson, John Barrington-Ward, Thomas Somers              | 1885         | 155                         | (101)                       | 428                         | 217                         | 377                         | 377                         | 331                         |
| 14      | Finlandia        | Bror Johansson, Eric Fabricius, Leo Nagornoff                  | 1866         | 217                         | 331                         | (155)                       | 185                         | 290                         | 290                         | 553                         |
| 15      | Unione Sovietica | Andrej Mazovka, Ivan Matveev, Jurij Golubev                    | 1703         | 127                         | 155                         | 486                         | (101)                       | 428                         | 217                         | 290                         |
| 16      | Francia          | Guy le Mouroux, Jean Frain de la Gaulayrie, Marcel de Kerviler | 1078         | 290                         | 127                         | (0)                         | 252                         | 127                         | 155                         | 127                         |
| 17      | Belgio           | André Deryckére, Auguste Galeyn, Jean De Meulemeester          | 1064         | 185                         | 217                         | 217                         | 127                         | (101)                       | 101                         | 217                         |